# Donzella bruna
La donzella bruna (Boloria selene) és una espècie de lepidòpter papilionoïdeu de la família dels nimfàlids (Nymphalidae) present als Països Catalans.

## Distribució
Es distribueix per Europa, Rússia, Mongòlia, Sakhalín, Corea i nord d'Amèrica. A la península Ibèrica es troba a les principals serres del centre i nord.

## Hàbitat
Clars de bosc normalment humits, prats en boscos de ribera, àrees pantanoses prop de llacs. L'eruga s'alimenta de plantes del gènere Viola.

## Període de vol i hibernació
Una generació a elevades altituds al sud, entre mitjans de maig i juliol; a la resta pot ser bivoltina amb la primera generació entre principis de maig i finals de juny i la segona entre mitjans de juliol i principis de setembre. Hiberna com a eruga en estadis intermedis.